# Геологія Грузії
Геологічна будова Грузії.
Територія Грузії представлена фрагментами головних геотектонічних одиниць Кавказу: герцинськоальпійська складчаста система Великого Кавказу на півночі, Закавказький серединний масив і дугоподібний мегантиклінорій Малого Кавказу на півдні. На контакті геосинкліналі Великого Кавказу з Закавказьким серединним масивом і на самому масиві у відособлених лагунно-дельтових басейнах в батську добу формувалися вугленосні товщі Бзибського, Ткварчельського, Маганського, Гелатського, Ткібульського та Шаорського кам'яно-вугільних родовищ.
Закавказький серединний масив розділений глибинними розломами, що зумовлюють його мозаїчну будову. В субплатформних структурах мезокайнозойського осадового чохла важлива роль належить депресіям, складеним марганценосною піщано-сіліцитовою формацією олігоцену. До Курінської і Колхідської міжгірних западин прив'язані нафтогазоносні структури Колхідського, Гурійського, Картлійського, Притбіліського і Кахетинського районів.
Для металогенії Грузії важливе значення має процес пізньоальпійської тектоно-магматичної активізації областей завершеної складчастості Великого Кавказу та Грузинської брили. Його початком треба вважати утворення поширеного в Гагрсько-Джавській і Окрібсько-Сачхерській зонах баритового і барито-поліметалічного оруденіння. До наступних стадій активізації належить Кваїська прирозломна свинцево-цинкова зона, рідкісноземельно-арсеновий пояс Рачі і Сванетії та ртутні пояси Абхазії, Сванетії, Рачі та Шида Картлі. На південному схилі Великого Кавказу знаходяться великі родовища марганцю, срібно-свинцевих і цинкових руд, бариту, кам'яного вугілля, мармуру.